# Dacia Dokker
A Dacia Dokker a Renault román leányvállalata által gyártott kishaszongépjármű. A modell a Dacia Lodgy egyterű típus platformjára épül. 2012-ben kezdték meg a gyártást a marokkói Tangerben. Az itt található gyárban gyártják a Lodgy-t is. A Dokker furgon és személyautó változatban érhető el. Dízel és benzines motorokkal rendelhető. Mint az összes Dacia terméket, ezt is Renault néven forgalmazzák például Oroszországban vagy a Közel-Keleten, mondván, hogy azokon a helyeken a Dacia név nem kelt jó érzést az emberekben. A típus rokona nemcsak közeli "féltestvére", a Dacia Lodgy, de még a Renault Kangoo is testvérmodellnek számít. A Dokker magyar bemutatója ismeretlen, hazánkban is 2012-2013 táján mutathatták be. Ez a márka negyedik új autója.